# 大光明殿

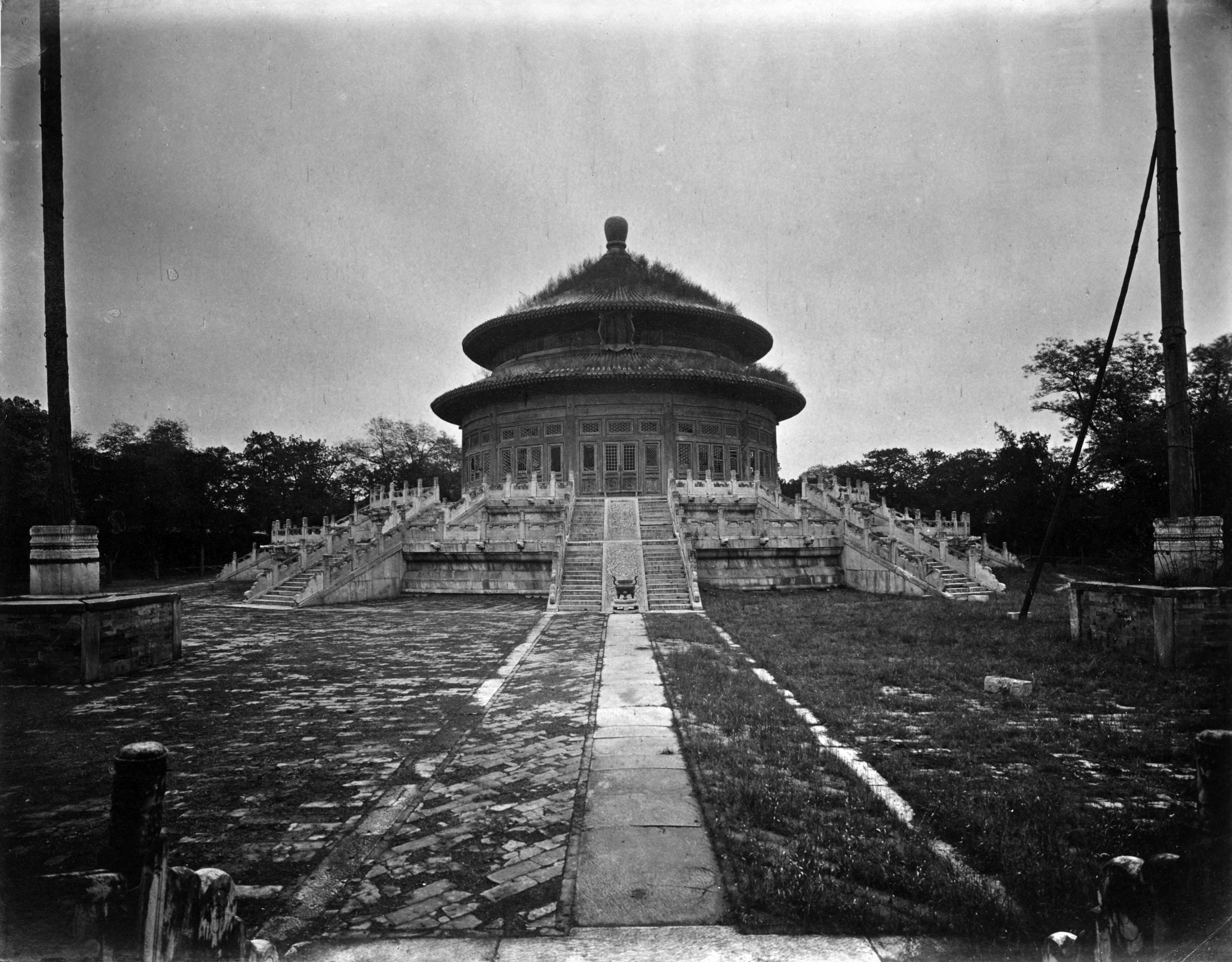
大光明殿，1879年左右

大光明殿是位于今北京市西城区西安门大街路南、光明胡同（原称光明殿胡同）以西的道教宫观。现已无存。

## 历史
《明世宗实录》载，“大光明殿始建于明嘉靖三十六年（1557年）十一月”。清朝雍正十一年（1733年）重修，乾隆三十八年（1773年）再度重修。大光明殿的基址为明朝初年万寿宫的所在地。
大光明殿是明朝和清朝的皇家祭坛。日本冈田玉山所著《唐土名胜图会》载，“明世宗（嘉靖）时，陶真人在这里炼金丹叶。”《日下旧闻考》卷42称，“崇祯十七年正月二日，帝于禁内大光明殿行祈谷礼。”清朝，朝廷还派内监道士守卫大光明殿。清朝初年，顺治帝在临终之前，封索尼、苏克萨哈、遏必隆、鳌拜四人为顾命大臣，辅佐康熙帝执政。四大臣为了表示忠心，乃公开赴大光明殿焚香上表，向天盟誓：“协忠诚，共生死，辅佐朝政。”

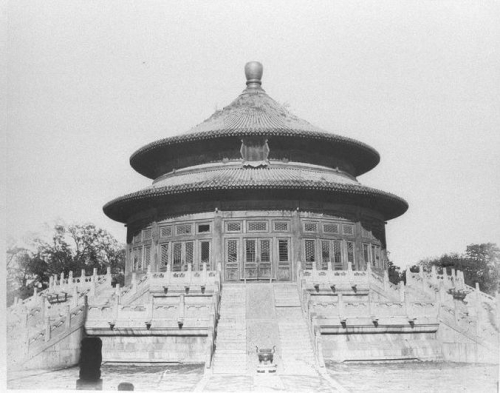
Paul Champion于1865年拍摄的大光明殿照片

《日下旧闻考》卷42刊登了乾隆帝所作《御制光明殿诗》曰:“今日三清境，前朝万寿基。彤间卫虎豹，青殿罩罘恩。鹤立千年柏，云凝五色芝。瑶阶裁玉砌，宝象范金为。讵慕神仙术？惟祈旸雨时，来斋心惕若，顾諟奉无私。”
光绪二十六年（1900年）春，义和团于弘仁寺（旃檀寺）及大光明殿设坛练拳，这两个坛遂成为义和团火攻西什库教堂的后援据点。与此同时，被义和团抓住的“二毛子”（洋教徒）嫌疑者均被集中在这两个坛“焚表明心”，若焚表不“起”（就是焚烧疏表的时候，火焰未能借空气喷出）或烧香时烧不出“主香”（就是燃烧一股高香时，其中无不倒不化的香炷），即确认此人是“二毛子”，立斩无赦。这两个坛成了义和团“老团”的核心。同年八月，八国联军攻入北京之后，便当即占领了这两个坛。为了进行报复，八国联军乃纵火烧毁了旃檀寺与大光明殿及其附属殿宇。
大光明殿被八国联军烧毁，造成了严重的损失。贮存在大光明殿的明朝《正统道藏》、《万历续道藏》共12.15万多块经版在此次劫难中也被焚毁。大光明殿的三层汉白玉殿座基石、栏杆、望柱等，也在此次战争之后逐渐散失无存。《燕都杂咏》描述称，“指点光明殿，当年仁寿宫。兔儿山不见，草长断垣红。”大光明殿的原址即今国家机关事务管理局大院。该大院西北角尚存一段院墙，疑为大光明殿院墙。

## 建筑
大光明殿坐北朝南，但正门登丰门坐西朝东。

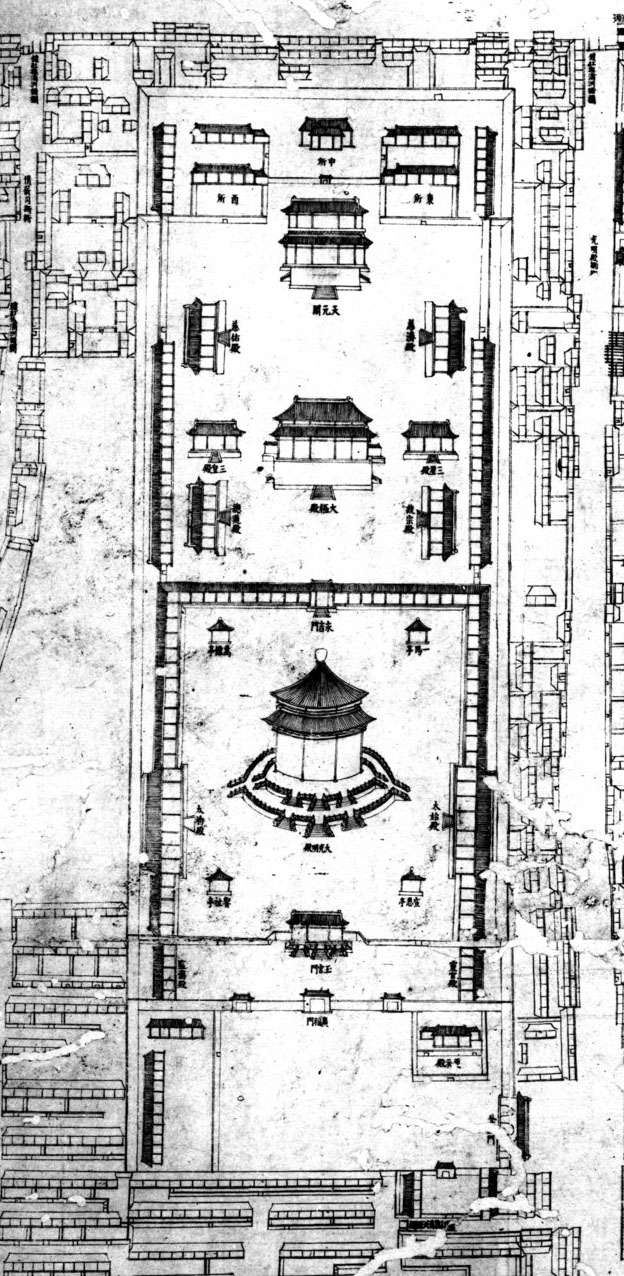
《乾隆京城全图》中的大光明殿

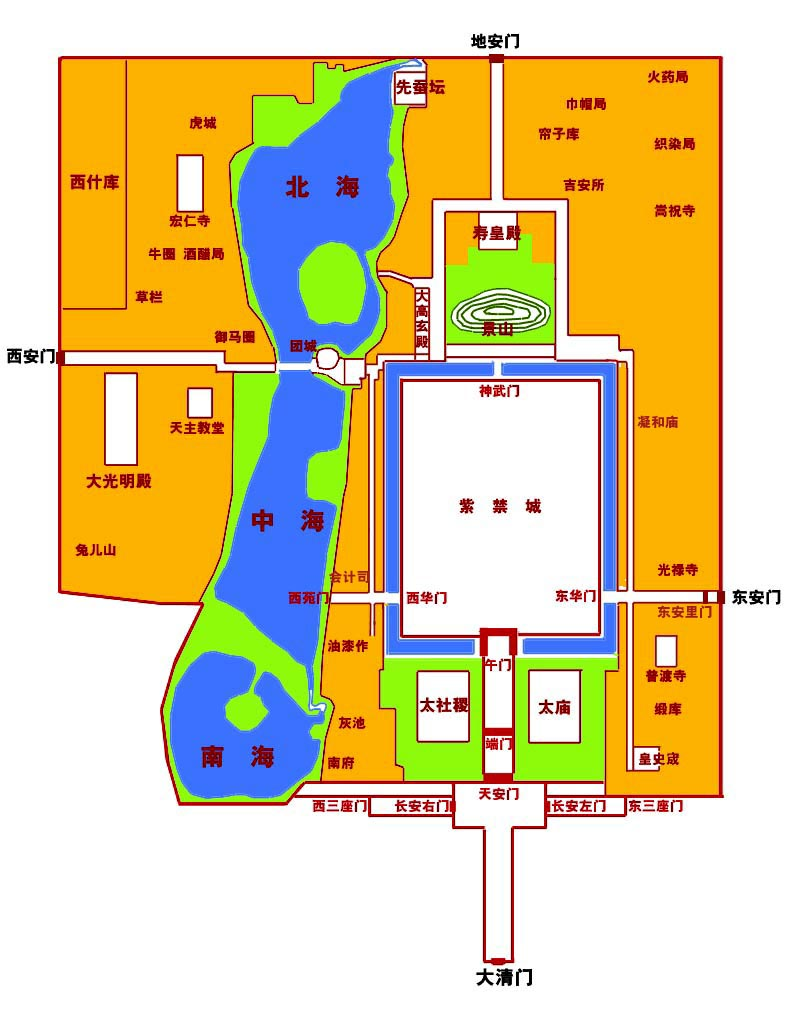
清朝北京皇城地图，图中西安门内标有大光明殿

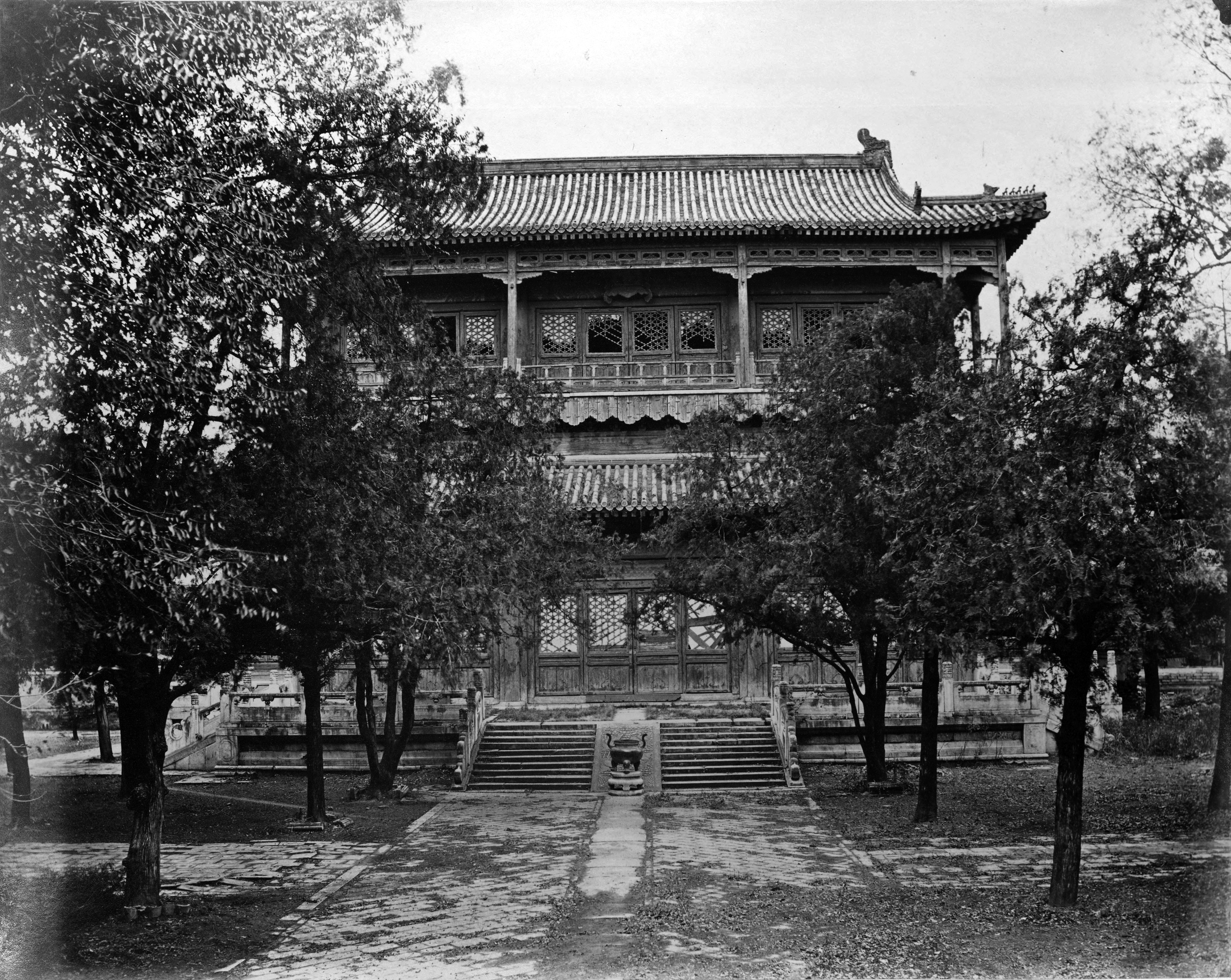
大光明殿，1879年左右

- 登丰门：坐西朝东，在光明殿胡同上，是大光明殿的正门。[1]
- 更衣殿：独有一个小院，位于登丰门内东北角。[1]
- 广福门：位于登丰门内，坐北朝南。[1]
  - 广和门、广宁门：在广福门东西两侧。[1]
- 灵官殿：位于广福门内东侧。[1]
- 監齋殿：位于广福门内西侧。[1]
- 玉宫门：位于广福门北侧[1]
  - 昭祥门、凝瑞门：在玉宫门东西两侧。[1]
- 大光明殿：位于玉宫门以北，为整个建筑群中的主体建筑，其形制犹如缩小的天坛祈年殿。大光明殿有汉白玉圆形底座三层，每层均有护柱、望柱，望柱下均设排水嘴。大光明殿为圆形，高数丈，黄琉璃瓦圆攒尘顶，两重顶子（天坛祈年殿为三重顶子），上下两檐间悬一方“大光明殿”匾额。殿内设七宝云龙牌位，祀玉皇大帝。清朝，殿内正中匾额曰“鸿钧广运”，对联为“覆育普为私，穆然垂象；监临昭有赫，俨若升阶。”对联和“鸿钧广运”匾额均为乾隆帝御笔。[1]
- 太始殿：大光明殿的东配殿[1]
- 太初殿：大光明殿的西配殿[1]
- 宣恩亭：位于大光明殿的东南侧。宣恩亭和飨祉亭清朝改建为钟鼓楼[1]
- 飨祉亭：位于大光明殿的西南侧。宣恩亭和飨祉亭清朝改建为钟鼓楼[1]
- 一阳亭：位于大光明殿的东北侧[1]
- 万仙亭：位于大光明殿的西北侧[1]
- 永吉门：位于大光明殿北侧[1]
  - 左安门、右安门：在永吉门东西两侧。[1]
- 太极殿：殿内祀“三清四御”。三清即玉清元始天尊、上清灵宝天尊、太清道德天尊。四御即昊天金阙至尊玉皇大帝、中天紫微北极大帝、勾陈上官天皇大帝、承天效法土皇地祇。殿上额曰“太初司化”，对联为“元气荟函三，上清同契；道源分列四，统御兼成。”均为乾隆帝御笔。太极殿旁原有帝师堂、积德殿、寿圣居、福真憩、禄仙室共五所，均毁于明朝万历三十年。[1]
  - 统宗殿：太极殿的东配殿[1]
  - 总道殿：太极殿的西配殿[1]
  - 三星殿：位于太极殿东侧，建于清朝[1]
  - 三皇殿：位于太极殿西侧，建于清朝[1]
- 天元阁：二层建筑。上层祀“斗姥后土宝月光元君”，明朝题额为“阐元保祚”，清朝乾隆帝御笔题额为“溯源参妙”，对联为:“月华育德资鸿运；雀御通灵洽富釐”。下层祀“九天应元雷声普化天尊”。题额为“鼓化持衡”。对联为“豫宣式宰扶阳令；解作兼资润物。”[1]
  - 慈济殿：天元阁的东配殿，建于清朝[1]
  - 慈佑殿：天元阁的西配殿，建于清朝[1]
  - 方丈：清朝将明朝的帝师堂改建为“方丈”三间，为大光明殿的住持的居所。[1]